# Bâlvăneștii de Jos
Bâlvăneștii de Jos – wieś w Rumunii, w okręgu Mehedinți, w gminie Bâlvănești. W 2011 roku liczyła 158 mieszkańców.